# 49466 Huanglin
49466 Huanglin è un asteroide della fascia principale. 
Scoperto nel 1999, presenta un'orbita caratterizzata da un semiasse maggiore pari a 2,7627952 au e da un'eccentricità di 0,1715481, inclinata di 10,31600° rispetto all'eclittica.